# 1982-1987: Himnos del corazón
1982-1987 Himnos Del Corazón es un álbum recopilatorio doble de la banda argentina Los Abuelos de la Nada, dirigida por Andrés Calamaro. Fue publicado el 22 de febrero de 1999 por la compañía discográfica Interdisc/PolyGram.
Incluye «No te enamores de aquel marinero bengalí», la versión original y en vivo de su éxito «Mil horas», «Zig Zag» y «Costumbres Argentinas», ambos lanzados en vivo en 1985 en el Teatro Opera, «Chalamán» en sus dos versiones, de estudio y en directo.

## Lista de canciones
1982-1987 Himnos Del Corazón
CD 1
1. «No Te Enamores Nunca De Aquel Marinero Bengalí» (Versión En Vivo)
2. «Vamos Al Ruedo»
3. «Guindilla Ardiente»
4. «La Fórmula Del Éxito»
5. «Sintonía Americana»
6. «Mil Horas» (Versión Estudio)
7. «No Se Desesperen»
8. «Sin Gamulan»
9. «Zig Zag» (Versión En Vivo)
10. «Cucarachón De Tribunal»
11. «Lunes Por La Madrugada»

Pistas adicionales
12. «Cosas Mías»

13. «No Te Enamores Nunca De Aquel Marinero Bengalí» (Versión Estudio)

14. «Mil Horas» (Versión En Vivo)
CD 2
1. «Así Es El Calor»
2. «Como Debo Andar»
3. «Levantando Temperatura»
4. «Chalamán» (Versión En Vivo)
5. «Himno De Mi Corazón»
6. «Medita Sol»
7. «Costumbres Argentinas» (Versión En Vivo)
8. «En La Cama O En El Suelo»
9. «Se Me Olvidó Que Te Olvidé»
10. «Yo Soy Tu Bandera»
11. «Tristeza De La Ciudad»
12. «Ir A Mas»

Pistas adicionales
13. «Así Es El Calor» (Versión Estudio)

14. Chalamán (Versión Estudio)